# سيف الإسلام (موسوليني)

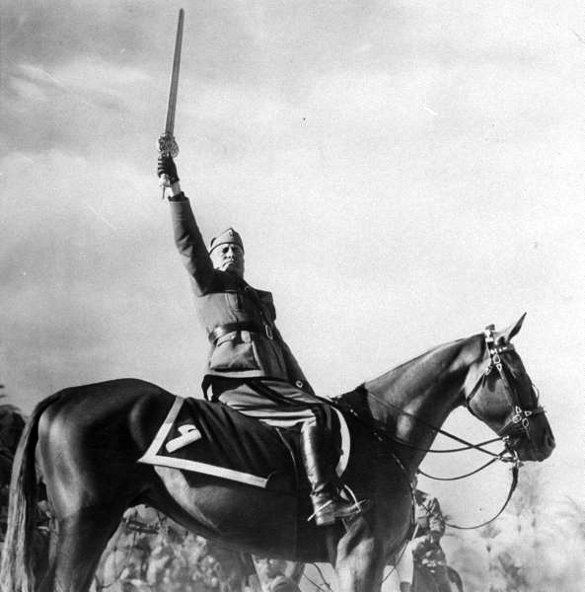
موسوليني يمتطي حصاناً حاملاً بيده سيف الإسلام

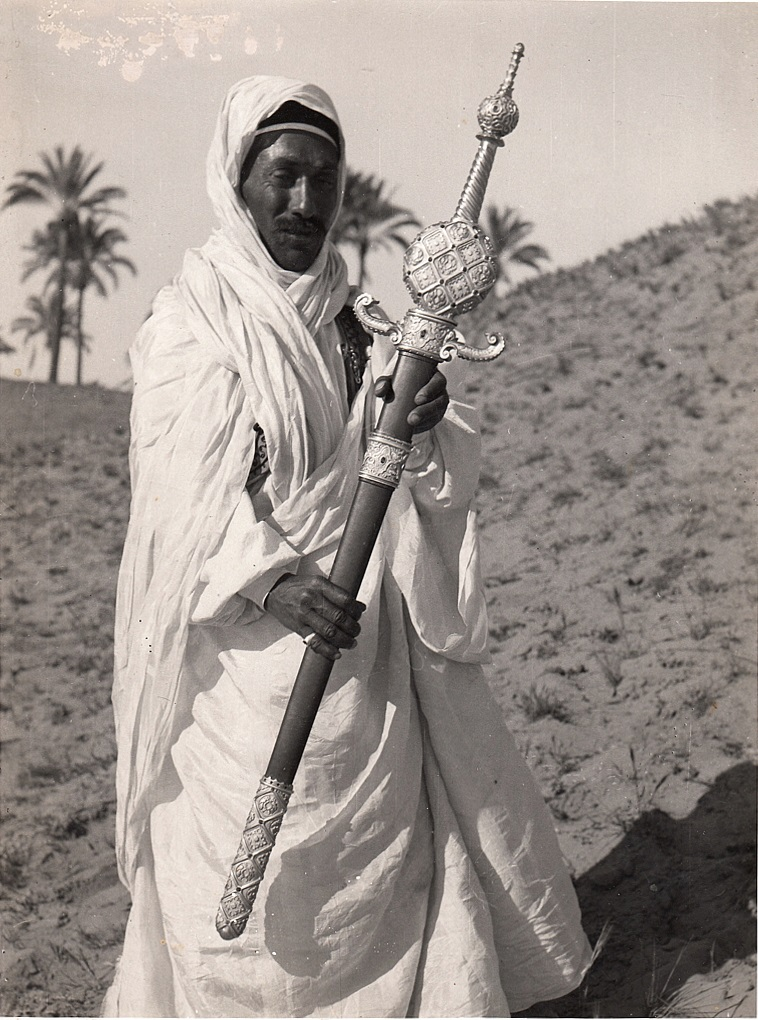
سيف الإسلام

سيف الإسلام وهو سلاح احتفالي تم تقديمه في عام 1937 إلى بينيتو موسوليني بعد اعتباره "حامي وخليفة لمسلمين"  ولعله من الطريف ان السيف الاسلام قد نقش على مقبضه صليب. 

## التاريخ
عام 1934، بعد تأسيس ليبيا الإيطالية، تبني موسيليني مجموعة من السياسات لكسب تعاطف المسلمين، واصفاً السكان المحليين بأنهم "المسلمون الإيطاليون من الشاطئ الرابع الإيطالي"، وقام ببناء وترميم المساجد والكتاتيب، وتجهيز المرافق الخدمية للحجاج الذاهبين إلى مكة حتى أنه قام بإدخال التعليم الإسلامي في المدارس الثانوية في طرابلس. وراء هذه النية الإنسانية الظاهرية، كان الفاشيون الايطالين وبعض الاقطاع الأخرى في العالم الإسلامي يرون بفرنسا والمملكة المتحدة أعداء مشتركين وأراد موسوليني استغلال هذه الفرصة. تولدت هذه المصالح المشتركة نتيجة الاستياء العام  من معاهدة فرساي 1919، التي اتاحة هيمنت الولايات المتحدة، فرنسا، والمملكة المتحدة، والتي لم تستوف كامل طلبات إيطاليا، ولا طلبات الواردة من العالم الإسلامي.
من أجل كسب العرب والمسلمين ولضمان تحالفهم، فإن موسوليني، بالرغم من توقيعه على اتفاقية لاتران مع الكرسي الرسولي في الفاتكان ، فانه قد قرر أن يمنح نفسه لقب حامي الإسلام والمسلمين. وفقاً لتفسير موسوليني، مع استيلاء الحكومة الإيطالية على مقر الحكم العثماني في ولاية غرب طرابلس العثمانية، فإنه يستحق هذا اللقب بحكم قانون تحول الخلافة لمنتصر ، حيث أنه يعتبر وريثاً لسلطة الخليفة. في 20 مارس(آذار) 1937، على مشارف طرابلس، تسلم موسوليني سيف الإسلام في حفل مهيب، من يوسف خريبيش، زعيم بربري من مناصري الوجود الإيطالي ضد المقاومة الوطنية . هناك روايات أخرى حول شخصية مُهدي السيف لموسوليني. إحدى الروايات تقول أن جمعاً من الصوفين في ليبيا أهدوه لموسوليني، ورواية أخرى تقول انه كانت مقدمة من أهل ليبيا المسلمين محاولة منهم لاستمالة موسوليني إلى جانبهم بدلاً عن اليهود . والرواية الثالثة أن مفتي طرابلس أهداه إلى موسوليني احتفالاً بقدومه، ورواية رابعة تقول أن أهل ليبيا لم يكن لهم أي دخل بهذا الموضوع وأنها مجرد مسرحية فاشية لاستمالة المسلمين.
وبعد مجيئه الى ليبيا واطلاق المدافع الاحتفالية، وعلى رأس 2600 خيال إيطالي، وقف موسوليني أمام حشد من اهل ليبيا ليعلن أن إيطاليا ترغب في إعطاء المسلمين في ليبيا وإثيوبيا «السلام والعدل والاحترام ».

## ردود الفعل
وقد أثار سيف موسوليني الكثير من الجدل حيث كان مزينًا بصليب على مقبضه، كما تروي مجلة لايف الأمريكية عام 1941.
```
وتساءل المسلمون حول العالم: كيف يكون هذا السيف رمزًا للإسلام؟، فموسوليني نفسه ليس مسلمًا، فكيف يصبح خليفة للمسلمين؟. ونشرت 
سيدني مورنينك
 في 18 مارس(اذار) 1937، رد لشيخ 
محمد مصطفى المراغي
، 
مفتي الأزهر
 حينها، على موسوليني. وقال فيه: «أي شخص يدّعي أنه بطل للإسلام يجب أن يكون مسلمًا، يؤمن بتعاليم وحقيقة الإسلام». وأضاف: «أي شخص لا تنطبق عليه هذه الشروط لا يمكن أن يطلق عليه المسلمون حاميًا للدين، حتى وإن كان مسلمًا». وتحدثت الصحيفة الأسترالية حينها عن «استياء المسلمين» مما فعله الرئيس الإيطالي. وكتبت على عنوان الصحيفة الخبر الذي تضمن رد شيخ الأزهر قائلة: «المسلمون يهزأون من ادّعاء موسوليني».
[
5
]
```

الخبر الذي أثار الجدل في العالم، تحدث عنه مراسل مانشستر جارديان البريطانية بالقاهرة، معتبرًا أنه يلمس «موضوعًا حساسًا بالنسبة للمسلمين عامة». وقال المراسل: «حامي الإسلام هو الخليفة، لكن منذ تغيير النظام في تركيا بقي اللقب معلقًا مع وجود العديد من المرشحين». وأضاف الصحفي: «المصريون بوجه عام يرغبون في اللقب نظرًا لموقع مصر البارز في العالم الإسلامي».